# Porto de Kobe

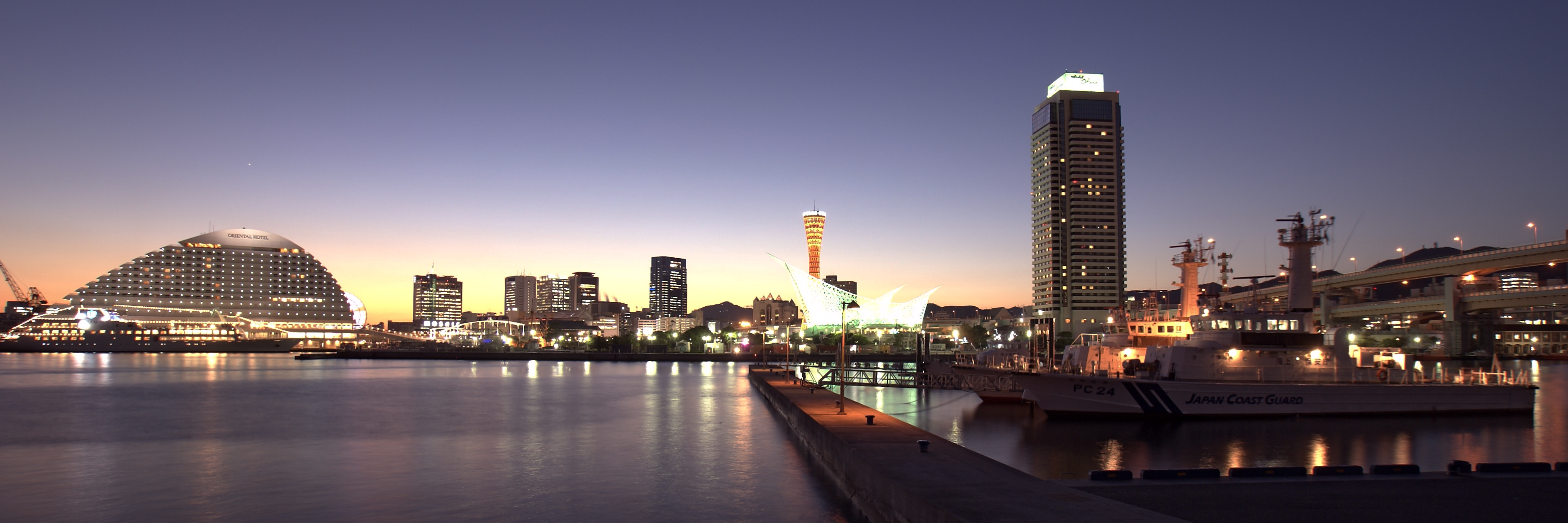
Kobe no anoitecer

O Porto de Kobe é um porto marítimo japonês em Kobe, Hyogo, na região da grande Osaka, cercada pela região industrial de Hanshin.
Localizada ao pés da cadeia do Monte Rokko, as terras planas são limitas e as construções de ilhas artificiais têm sido levadas a cabo para fazer a Port Island, Iha de Rokko, e ilha do Aeroporto de Kobe entre outras.

## História
No século X, Taira no Kiyomori renovou o Ōwada no Tomari (大輪田泊) e mudou-o para Fukuhara (福原), a capital recém-criada perto do porto.
Na idade média, o porto era conhecido como {Nihongo|Hyogo no Tsu|兵庫津}}.
Em 1858, o Tratado de Amizade e Comércio abriu o Porto de Hyogo para o exterior.
Após a Segunda Guerra Mundial, os pilares foram ocupados pelas Forças Aliadas, mais tarde pelo United States Forces Japan (retornando em 1974).
Na década de 1970 o porto se impulsionou e passou a trabalhar com o maior número de contêineres do mundo. Ele foi o porto mais movimentado do mundo de 1973 a 1978.
O grande terremoto Hanshin de 1995 diminuiu muito da importância da cidade portuária quando ele destruiu e interrompeu muitas de suas instalações e serviços, causando aproximadamente dez trilhões de ienes ou $ 102,5 bilhões de prejuízos, 2,5% do PIB do Japão na época. A maior parte das perdas não eram seguradas, sendo que apenas 3% das propriedades na região de Kobe era coberta por seguro contra terremotos, comparando com 16% em Tóquio. Kobe foi um dos portos mais movimentados do mundo antes do terremoto, mas apesar da reforma e reconstrução, ele nunca recuperou seu status anterior como principal porto de carga do Japão. Ele permanece como o quarto porto que mais movimenta contêineres no Japão.

## Instalações

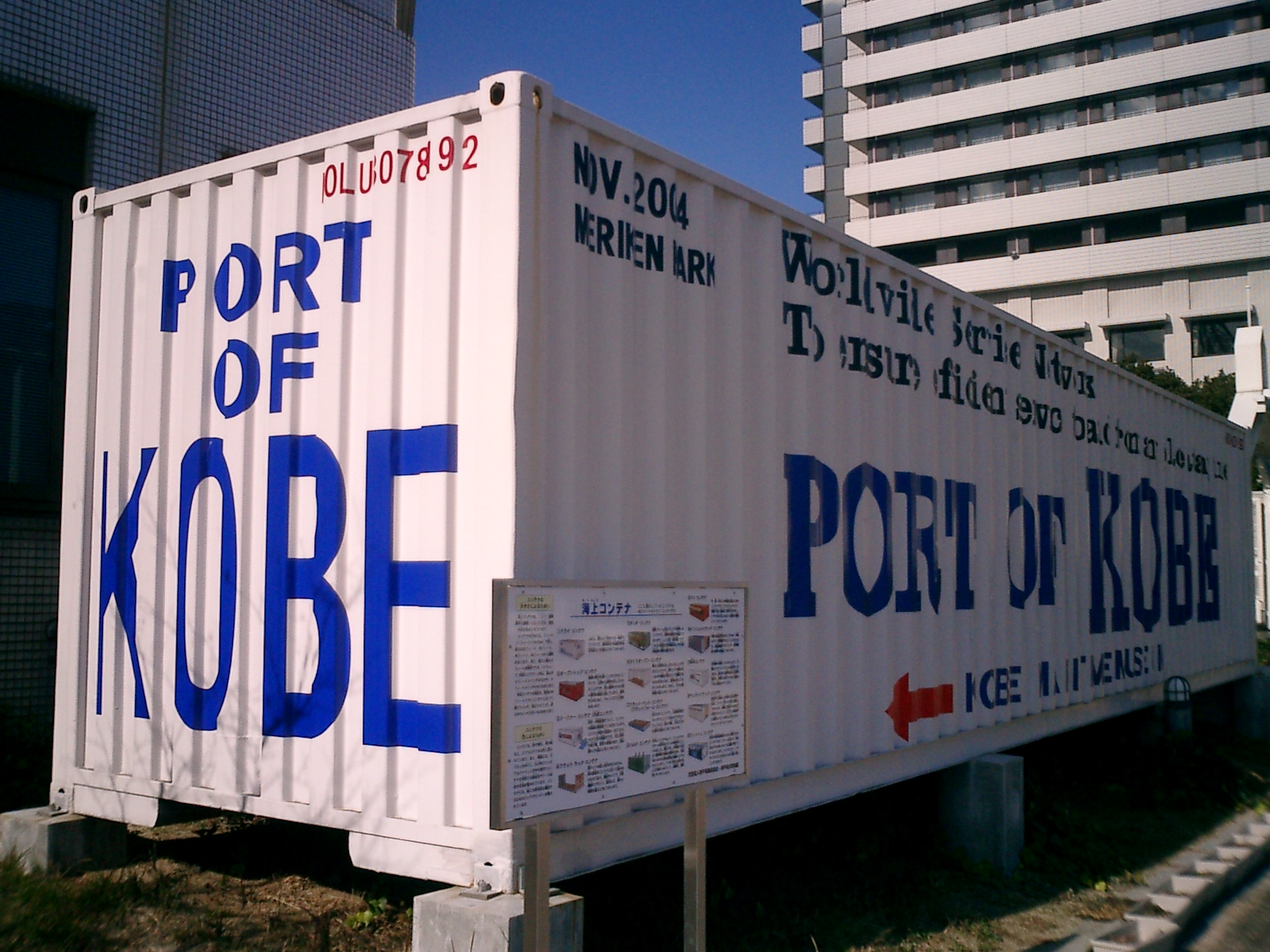
Container

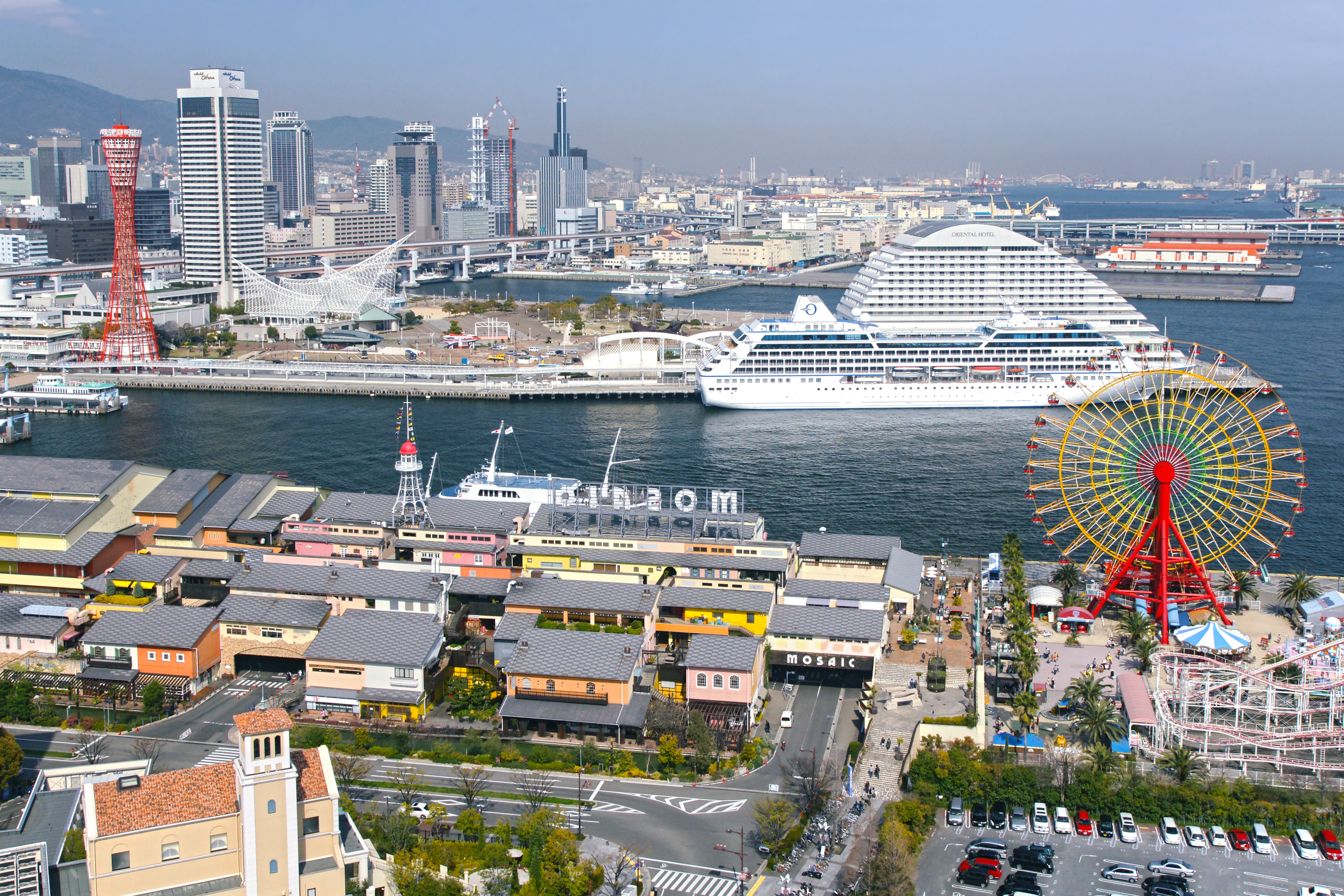
Harborland – Região do Parque Meriken com o navio de cruzeiro Nautica.

- Ancoradouro de contêineres: 34
- Área: 3.89 km²
- Max draft: 18 m

### Instalações de lazer para o público
- Parque Meriken
- Kobe Port Tower
- Harborland

## Serviços de passageiros
- Busan, Coreia do Sul: duas vezes por semana
- Xangai, China: uma vez por semana
- Tianjin, China: uma vez por semana

## Porto de cruzeiros

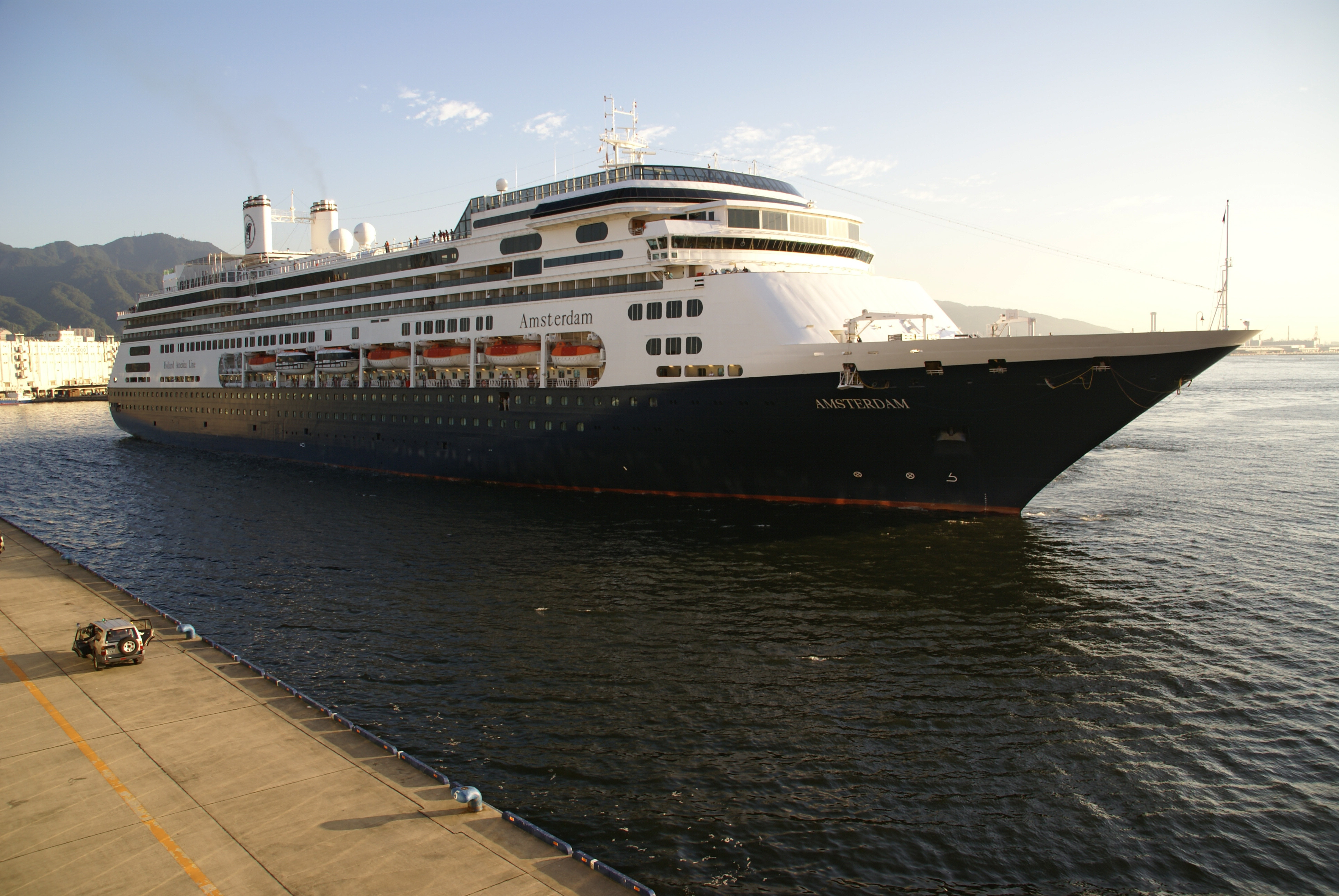
Navio de cruzeiro Amsterdam deixando Kobe.

Kobe também recebe alguns navios de cruzeiro. As linhas de cruzeiro que trabalham no porto são, por exemplo, a Holland America Line e Princess Cruise Line. No verão de 2014, o Princess expandirá seu mercado em Kobe, quando o navio Sun Princess passará a navegar viagens de 8 dias pela Ásia a partir do porto. Esses cruzeiros do Sun Princess são uma parte da contribuição de $ 11 bilhões da Princess Cruises para o país, onde a companhia ira também navegar a partir de Otaru, Hokkaido, com sua base sendo atualmente em Yokohama.

## Portos-irmãos
- Porto de Rotterdam, Holanda - 1967
- Porto de Seattle, Estados Unidos - 1967
- Porto de Tianjin, China - 1980